# 京都市電
京都市電（日语：／ Kyōto shiden */?）是京都市交通局運營的有軌電車系統。京都市電開業於1895年，是日本首個一般營業用電氣鐵道。1912年，市營路線開業。1918年，京都市電全面市營化。1978年9月30日，京都市電被廢除。京都市電的大部分路線現在被京都市營巴士繼承，兩條主幹線則建設了京都市營地下鐵繼承之。